# Ioan Igna

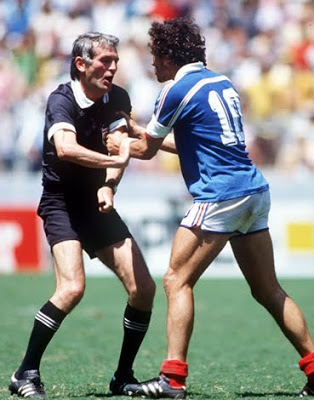
Ioan Igna (l.) und Michel Platini bei der WM 1986

Ioan Igna (* 4. Juni 1940 in Arad) ist ein ehemaliger rumänischer Fußballschiedsrichter.

## Sportlicher Werdegang
Igna pfiff ab 1974 Meisterschaftsspiele in der Liga 1 und rückte gegen Ende des Jahrzehnts auf die FIFA-Schiedsrichterliste. Im Cupa României 1976/77 leitete er das Finalspiel zwischen Universitatea Craiova und Steaua Bukarest. Im September 1980 leitete er sein erstes Länderspiel, als er bei der 1:3-Heimniederlage  der Türkei gegen Island im Rahmen der Qualifikation für die Weltmeisterschaftsendrunde 1982 als Unparteiischer eingesetzt wurde. Bei der WM-Endrunde 1986 gehörte er zu den von der UEFA nominierten Spielleitern. Nachdem er den 2:1-Erfolg der deutschen Nationalelf gegen Schottland in der Gruppenphase geleitet hatte, wurde ihm das Viertelfinalspiel zwischen Frankreich und Brasilien übertragen. Das als eines der besten Weltmeisterschaftsspiele aller Zeiten geltende Duell wurde hitzige geführt und Igna musste viel mit den Spielern diskutieren, letztlich ging es beim Stand von 1:1 in die Verlängerung. Dort kam es zu einer umstrittenen Szene, als Bruno Bellone alleine aufs Tor zugehend zwar am brasilianischen Torhüter Carlos vorbeiging, aber von diesem durch Trikotziehen am Einschuss gehindert wurde, und Igna nicht auf Foulspiel entschied, da Bellone auf den Beinen blieb. Somit kam es zum Elfmeterschießen, in dem sich die Franzosen durchsetzten. Dabei ergab sich erneut eine kontroverse Situation um die beiden Protagonisten, als Bellone bei seinem Elfmeter den Pfosten traf und der zurückprallende Ball vom Rücken des Torhüters prallend über die Linie rollte. Igna entschied auf Tor, wenngleich die Regel 14 hier nicht eindeutig war und in der Folge der Passus so erweitert wurde, dass ein Strafstoß auch dann als verwandelt gilt, wenn er sowohl das Torgestänge als auch den Torwart berührt hat.
Im Wettbewerb um den UEFA-Pokal 1986/87 leitete Igna das Rückspiel zwischen Dundee United und dem IFK Göteborg, der nach einem 1:0-Hinspielerfolg durch ein 1:1-Remis zum zweiten Mal binnen fünf Jahren den UEFA-Pokal gewann. Im folgenden Jahr war er bei der EM-Endrunde 1988 erneut im Einsatz, im Hamburger Volksparkstadion leitete er das Semifinale zwischen Gastgeber Deutschland und der Niederlande. 1989 beendete er seine nationale und internationale Laufbahn.